# 森迫氏
森迫氏（もりさこし）は、日本の氏族。

## 出自
上総常澄の子天羽庄司秀常(直胤)を祖とする。秀常の兄上総広常が源頼朝に疑われ殺されると秀常の子は離散した。広常の無実が明らかになると頼朝はその兄弟を許したが、房総平氏の所領はすでに他の御家人に渡っていた。この時期に秀常の子天羽範経、範純は武蔵七党の一党である猪俣氏に身を寄せたとされる。平姓猪俣氏（森迫）系図では範経が猪俣党の当主猪俣範綱の子であるかのごとく書かれるが、実際は範経が猪俣姓を称したということであろう。
範経は大友能直の豊後下向に随行し大野郡 (大分県)森迫村160貫を与えられ、範経の子範常が森迫氏を名乗ったとされる。その後代々大友氏に仕えた。子孫は「範」を通字とするが、江戸時代には専ら「鎮」を用いた。平姓猪俣氏系図以外の文書から森迫氏の活動が確認できるのは兵部允繁度以降である。鑑根が大友義鑑の命で蒲池鑑貞(蒲池鑑久とみられる)を討ったり、義鎮の代には耳川の戦いに鎮冨が参加して戦死するなどしている。江戸時代には分家の統虎と鎮冨の孫娘の子である森迫鎮治の一族が臼杵藩稲葉家藩士として存続した。

## 緒方一族の森迫氏
『豊陽志』では、森迫氏を緒方三十七家の一と分類している。一方、日出大神氏の子孫が日出藩に提出した由緒書には、平姓森迫の名称が見られるなど土着の森迫氏と東国出身の森迫氏との混在が示唆されている。

## 系図
```
 　　　　
上総常澄
 
  　　　　　┃
 　　　　
天羽秀常
 
 　　　　　 ┣━━━━━━┓
 　　　　
(猪俣)範経
　
(猪俣)範純

 　　　　　 ┃
 　　　　
森迫範常
　
 　　　　　 ┣━━┓
 　  　　　 
範基
  
範章
　
　　　  　　┣━━━┓
　　　   　 
貞範
  
内田範重

　　　  　　┃
 　　　　   
氏範

　　　　　  ┃
　　　   　 
範里

　　　　　  ┃
　　　　    
親範
　
　　　　　  ┣━━━━━━━━━┓
　　  　 
繁冨
(繁度) 　　　　　  
則冨

　　　  　　┃　  　　  　　　　┃
　　  　　  
義純
 　　　　　　　 
冨永

　　　  　　┃　    　    　　　┃
 　　　   　
鑑根
 　　   　　　　
秀冨
 
　　　  　　┃　    　   　 　　┃
  　      　
鎮富
 　　　  　　 　
鎮秀

  　  　　  ┣━━┓　   　　   ┃
 　　   　  
親正
　
正則
 　　     ┃
　　　　  　　 　  ┣━━┓　   ┃
 　　　   　　　　
正氏
 　女  ┬ 
統虎

                             ┃
                  　　       
鎮治
```